# Piramida lui Sekhemkhet
Piramida îngropată (numită și piramida lui Sekhemkhet) este o piramidă neterminată, construită ca. în 2645 î.Hr. pentru Sekhemkhet Djoserty. Acest faraon a fost cel de-al doilea din Dinastia a treia a Egiptului Antic, care a domnit peste Egipt în perioada 2686-2613 î.H., la începutul Vechiului Regat al Egiptului. Mulți istorici consideră că a treia dinastie a jucat un rol important în tranziția de la perioada dinastică timpurie a Egiptului la epoca piramidelor. 
Piramida poate fi vizitată, dar publicul nu are acces la bază și substructurile.
Sekhemkhet Djoserty a fost, de asemenea, succesorul mai bine cunoscutului faraon Djoser, care a fost îngropat în faimoasa sa piramidă la Saqqara. Piramida îngropată a fost inițial modelată după piramida lui Djoser și este situată la câteva sute de metri sud-vest de aceasta. Este, de asemenea, probabil că piramida lui Sekhemkhet a fost inițial proiectată să depășească piramidalui Djoser, dar abia s-a făcut structura nivelului solului și, prin urmare, a fost numită Piramida îngropată. Incompleția sa este datorată domniei lui Sekhemkhet, care a fost de aproximativ șase ani.

## Descoperirea

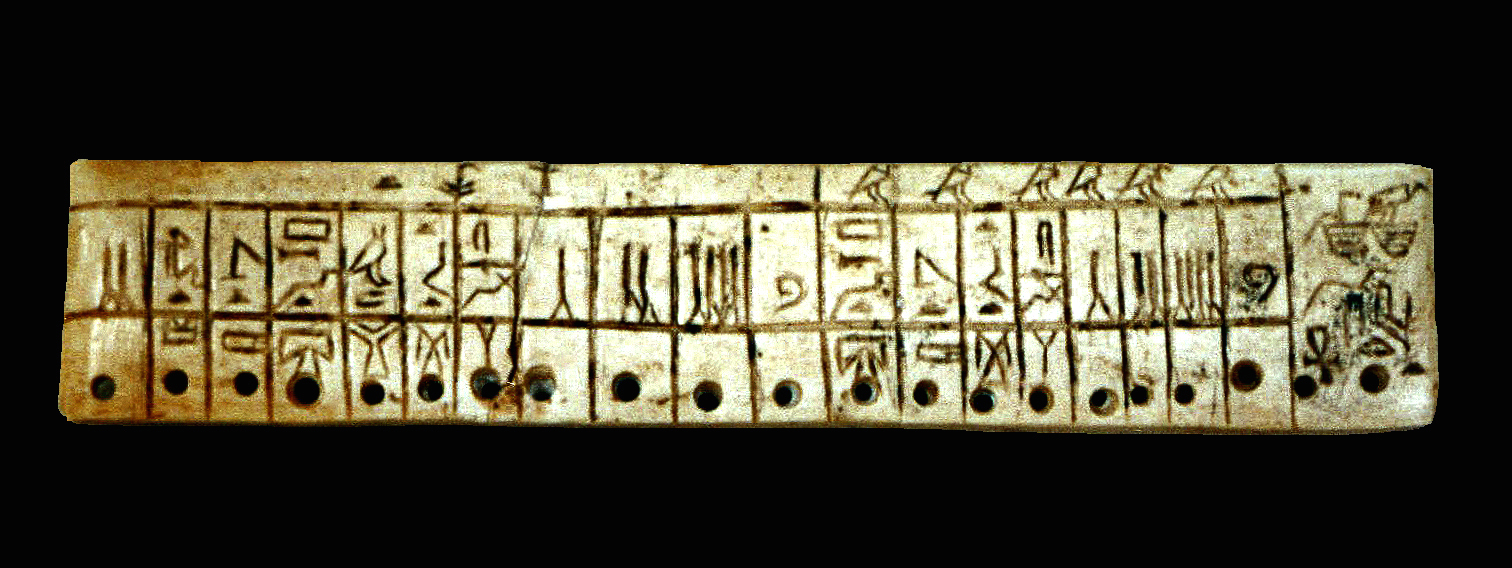
Plăcuță de fildreș găsită în 1955 de către Z. Goneim pe podeaua principalei săli ale piramidei și purtând numele Djeserty și o listă de țesături de in.

Piramida îngropată a fost o structură necunoscută până în 1951, când egiptologul Zakaria Goneim a observat forma ciudată dreptunghiulară în deșert în timpul excavării complexului Unas din apropiere. A fost descoperit un perete de incintă din trei părți, și săpând până la fund s-a dovedit a fi 5,18 m de înălțime și 18,28 m de grosime. Mai târziu, el a descoperit că peretele se extindea pe ambele părți cu o dimensiune de 518 m în axa nord-sud și 182,8 m în cea est-vest și era plin de uși false și nișe. 
Piramida însăși era situată în centrul complexului, cu o lungime de bază de 115 m, avea și era neterminată. În următoarea etapă de excavare, Goneim a descoperit un pasaj ce ducea spre jos în partea de nord, ajungând la o galerie blocată cu molozi. În timpul excavării acestei galerii au fost găsite o serie de obiecte, printre care oase de animale, papirus demotic și vase de piatră din perioada dinastiei a treia. Într-un sicriu de lemn, s-au descoperit obiecte din aur, printre care brățări, contenitoare de cosmetice, mărgele și borcane inscripționate cu numele lui Sekhemkhet.
Când peretele ce bloca fusese demolat, la 31 mai 1954, s-a descoperit o cameră de înmormântare neterminată și nedecorată. Înăuntru s-a găsit un sarcofag tăiat dintr-un singur bloc de alabastru cu un capac vertical care părea că este încă sigilat. La 26 iunie 1954, după mari dificultăți pentru ridicarea a capacului, sarcofagul a fost deschis și, spre dezamăgirea fiecăruia, era gol.
După criticile aduse lui Goneim și sinuciderea sa pe data de 12 ianuarie 1959 a diminuat interesul pentru piramida lui Sekhemkhet și examinarea acesteia rămas incompletă.
În 1963, excavarea a fost redeschisă de Jean-Philippe Lauer datorită posibilei existențe a unui mormânt în partea de sud și a dorinței sale de a găsi mumia lipsă. Lauer a găsit într-adevăr un mormânt parțial distrus în partea sudică care a fost jefuit de hoți. Aici era un sicriu din lemn cu rămășițele unui copil neidentificat de doi ani și niște fragmente unei frunze de aur.

## Complexul

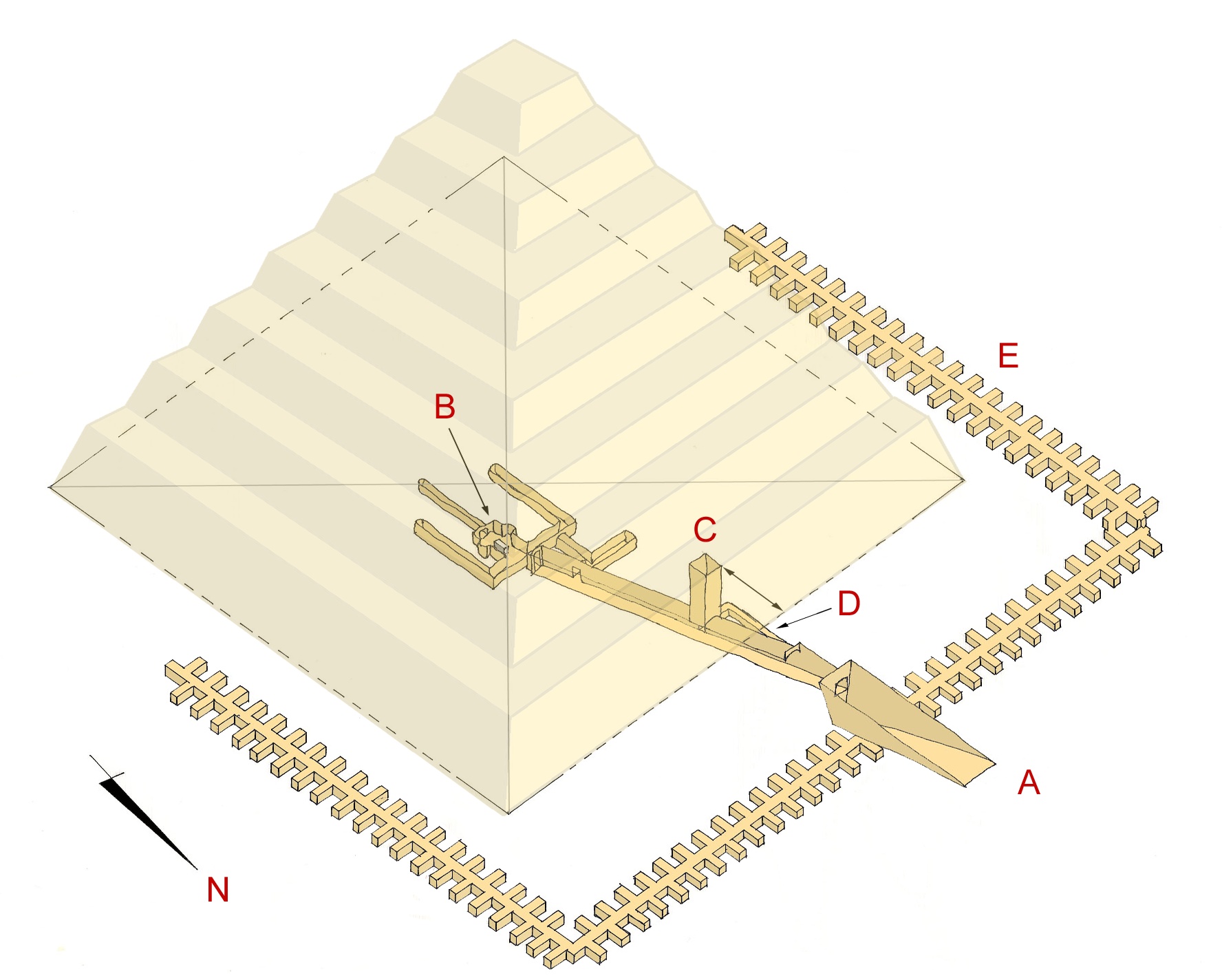
Structura mormântului, cu piramida neterminată.
A-Intrarea
B-Mormânt
C-Puţ
D-Intrarea la galerii
E-Galeriile

Complexul piramidal al lui Sekhemkhet a fost construit la sud-vest de la celui Djoser, în Saqqara și include o piramidă, o structură subterană și un complex necropol.
Numele Imhotep apare pe o porțiune a peretelui incintei complexului. În timp ce acest nume nu conține niciun titlu și, prin urmare, nu este sigur că acesta este același arhitect care a planificat și piramida Djoser, linia de succesiune și caracteristicile arhitecturale similare totuși sugerează această posibilitate.

### Piramida
Numele antic al piramidei lui Sekhemkhet este necunoscut; cu toate acestea, fiind neterminată este cunoscută sub numele de piramida îngropată, precum si faptului că a fost complet necunoscută înainte de descoperirea sa în 1952, când a fost găsit sub nisip. Starea sa actuală este mai asemănătoare cu o mastaba, atingând doar o înălțime de 2,43 m. Fundațiile piramidei stau pe o suprafață neuniformă a rocilor, conducând constructorii să încerce să-și înalțe terenul construind terase, unele ajungând la zece metri înălțime. 
Cu o bază de 115 metri, dacă ar fi fost finalizată, suprastructura ar fi mai înaltă decât cea vecina, cu șapte trepte și ridicându-se la 70 de metri.
Pe măsură ce piramida este neterminată, n-a primit niciodată carcasa de calcar, dar se poate defini tehnica de construcție: blocurile de calcar sunt înclinate spre interior cu 15°, cu cursuri înclinate de piatră așezate la unghiuri drepte față de înclinare.

### Substructura
Intrarea în structura subterană se întinde spre sud, începând cu un pasaj îngust care coboară aproximativ 60,96 m până la un puț vertical pe partea de sus a coridorului. În acest loc, un alt pasaj duce la un rând de 136 de galerii neterminate, care formează o formă U în jurul piramidei.  Două dintre astfel de galerii apar chiar înainte de intrarea în camera mortuară cu o dispoziție similară, fiind și ele neterminate.
Camera de îngropare are o bază de 8,8 m x 5,18 m și o înălțime de 4,5 m. A fost, de asemenea, lăsată neterminată. Totuși ea conținea un aranjament complet pentru înmormântare. Sarcofagul este tăiat dintr-un singur bloc de alabastru fin; capacul său era vertical, și ținut pe fața frontală prin intermediul unei etanșări de mortar. 

### Complexul necropol
Complexul este orientat cu o axă nord-sud, cu o abatere de acuratețe de aproximativ 11°. O caracteristică notabilă a acestui complex este un perete interior cunoscut sub numele de "Zidul alb", realizat din calcar și acoperit cu linii de mason roșu și graffiti.
Nu se știe dacă complexul lui Sekhemkhet ar include și un templu mortuar sau alte detalii găsite și în complexul piramidal Djoser . Starea sa neterminată prezintă dificultăți pentru astfel de presupuneri.
Intrarea efectivă în complex nu este cunoscută.

### Mormântul din partea sudică
În 1963, J. P. Lauer a găsit, sub o structură asemănătoare unei mastabe cu dimensiunile 32 m  × 16 m, fundamentele așa numitului "mormânt din partea sudică". Se află mai aproape de piramidă decât cel din complexul predecesorului său.
În substructura mastabei, urmând un pasaj accesibil printr-un puț vertical, excavatoarele au descoperit o cameră unde au găsit un sicriu din lemn cu rămășițele unui copil neidentificat de doi ani. Este sigur că acest copil nu este Sekhemkhet, deoarece el este reprezentat ca un adult în reliefurile de la Wadi Maghara din Sinai. De asemenea, au fost găsite oase de animale, vase de piatră și bijuterii din aur din Dinastia a treia, precum și urmele unui jaf.

### Zidul incintei
Zidurile incintei aveau o nișe asemănătoare celei de pe zidurile din complexul Djoser și erau îmbrăcate în calcar Tura care s-a păstrat pe primul zid nordic. Pereții aveau o înălțime în jur de zece metri. Pereții de prelungire nu s-au mai completat în timpul primelor etape de construcție sau carcasa de calcar Tura a fost furată.